# 상프란시스쿠 FC (산타렝)
상프란시스쿠 푸치보우 클루비(포르투갈어: São Francisco Futebol Clube) 또는 상프란시스쿠는 브라질 파라 주 산타렝을 연고로 하는 축구 클럽이다. 연고지 파라 주의 약어를 따 상프란시스쿠-PA라고도 표기된다. 1929년 10월 30일 창단하였다. 구단의 최대 라이벌은 상하이문두이다.

## 역사
1920년대 파라 주 서부 지역에서 가장 성공적인 축구단은 가톨릭 계열인 산타크루스와 우니앙 이스포르치바 다 콘그레가상 마리아나였다.
우니앙 스포르치바의 젊은 축구 선수들은 새로운 축구단의 창단에 대한 움직임을 가졌고, 1929년 10월 30일 상프란시스쿠 SC(초창기 구단명)가 창단되었다. 상프란시스쿠의 창단은 연고지 산타렝에서 역사적인 순간이었으며, 구단은 도시의 최고의 체육인으로 빠르게 구성되었다.

## 수상
- 캄페오나투 호라이멘시
  - 우승 (8) : 1977, 1992, 2004, 2005, 2012, 2014, 2016, 2017